# Tênis de mesa nos Jogos Pan-Americanos de 2019 - Equipes masculinas
A competição por equipes masculinas foi um dos eventos do tênis de mesa nos Jogos Pan-Americanos de 2019, em Lima. Foi disputada de 8 a 10 de agosto na Villa Deportiva Nacional, em Callao.

## Calendário
Horário local (UTC-5).
| Data         | Horário | Fase             |
| ------------ | ------- | ---------------- |
| 8 de agosto  | 12:30   | Fase de grupos   |
| 8 de agosto  | 19:30   | Fase de grupos   |
| 9 de agosto  | 12:30   | Fase de grupos   |
| 9 de agosto  | 19:30   | Quartas de final |
| 10 de agosto | 12:30   | Semifinal        |
| 10 de agosto | 19:30   | Final            |

## Medalhistas
|  | USA Estados Unidos                  |  | ARG Argentina                                 |  | BRA Brasil                               |  | CUB Cuba                                 |
|  | Kanak Jha Nikhil Kumar Nicholas Tio |  | Gaston Alto Horacio Cifuentes Pablo Tabachnik |  | Hugo Calderano Gustavo Tsuboi Eric Jouti |  | Jorge Campos Livan Martínez Andy Pereira |

## Fase de grupos

### Grupo A
| País         | J | V | D | PF | PC |
| ------------ | - | - | - | -- | -- |
| Brasil (BRA) | 2 | 2 | 0 | 6  | 0  |
| Canadá (CAN) | 2 | 1 | 1 | 3  | 5  |
| México (MEX) | 2 | 0 | 2 | 2  | 6  |

### Grupo B
| País                       | J | V | D | PF | PC |
| -------------------------- | - | - | - | -- | -- |
| Cuba (CUB)                 | 2 | 2 | 0 | 6  | 1  |
| República Dominicana (DOM) | 2 | 1 | 1 | 4  | 4  |
| Chile (CHI)                | 2 | 0 | 2 | 1  | 6  |

### Grupo C
| País                 | J | V | D | PF | PC |
| -------------------- | - | - | - | -- | -- |
| Estados Unidos (USA) | 2 | 2 | 0 | 6  | 1  |
| Porto Rico (PUR)     | 2 | 1 | 1 | 4  | 4  |
| Equador (ECU)        | 2 | 0 | 2 | 1  | 6  |

### Grupo D
| País            | J | V | D | PF | PC |
| --------------- | - | - | - | -- | -- |
| Argentina (ARG) | 2 | 2 | 0 | 6  | 3  |
| Paraguai (PAR)  | 2 | 1 | 1 | 5  | 4  |
| Peru (PER)      | 2 | 0 | 2 | 2  | 6  |

## Fase final
|  | Quartas de final | Quartas de final           | Quartas de final     | Quartas de final | Quartas de final | Quartas de final | Quartas de final |   |   | Semifinal | Semifinal | Semifinal | Semifinal | Semifinal | Semifinal | Semifinal |  |  | Final | Final                | Final | Final | Final | Final | Final |
|  |                  |                            |                      |                  |                  |                  |                  |   |   |           |           |           |           |           |           |           |  |  |       |                      |       |       |       |       |       |
|  |                  | Brasil (BRA)               | 3                    | 3                | 3                |                  |                  |   |   |           |           |           |           |           |           |           |  |  |       |                      |       |       |       |       |       |
|  |                  | Paraguai (PAR)             | 1                    | 0                | 1                |                  |                  |   |   |           |           |           |           |           |           |           |  |  |       |                      |       |       |       |       |       |
|  |                  | Paraguai (PAR)             | 1                    | 0                | 1                |                  | Brasil (BRA)     | 2 | 3 | 2         | 2         |           |           |           |           |           |  |  |       |                      |       |       |       |       |       |
|  |                  |                            |                      |                  |                  |                  |                  | 2 | 3 | 2         | 2         |           |           |           |           |           |  |  |       |                      |       |       |       |       |       |
|  |                  |                            | Estados Unidos (USA) | 3                | 0                | 3                | 3                |   |   |           |           |           |           |           |           |           |  |  |       |                      |       |       |       |       |       |
|  |                  | República Dominicana (DOM) | Estados Unidos (USA) | 3                | 0                | 3                | 3                | 1 | 0 | 3         | 0         |           |           |           |           |           |  |  |       |                      |       |       |       |       |       |
|  |                  | República Dominicana (DOM) |                      |                  |                  |                  |                  | 1 | 0 | 3         | 0         |           |           |           |           |           |  |  |       |                      |       |       |       |       |       |
|  |                  | Estados Unidos (USA)       | 3                    | 3                | 0                | 3                |                  |   |   |           |           |           |           |           |           |           |  |  |       |                      |       |       |       |       |       |
|  |                  |                            |                      |                  |                  |                  |                  |   |   |           |           |           |           |           |           |           |  |  |       | Estados Unidos (USA) | 3     | 3     | 0     | 1     | 3     |
|  |                  |                            |                      | Argentina (ARG)  | 1                | 0                | 3                | 3 | 0 |           |           |           |           |           |           |           |  |  |       |                      |       |       |       |       |       |
|  |                  | Argentina (ARG)            | 3                    | 3                | 3                |                  |                  |   |   |           |           |           |           |           |           |           |  |  |       |                      |       |       |       |       |       |
|  |                  | Porto Rico (PUR)           | 2                    | 0                | 0                |                  |                  |   |   |           |           |           |           |           |           |           |  |  |       |                      |       |       |       |       |       |
|  |                  | Porto Rico (PUR)           | 2                    | 0                | 0                |                  | Argentina (ARG)  | 3 | 3 | 3         |           |           |           |           |           |           |  |  |       |                      |       |       |       |       |       |
|  |                  |                            |                      |                  |                  |                  |                  | 3 | 3 | 3         |           |           |           |           |           |           |  |  |       |                      |       |       |       |       |       |
|  |                  |                            | Cuba (CUB)           | 2                | 0                | 2                |                  |   |   |           |           |           |           |           |           |           |  |  |       |                      |       |       |       |       |       |
|  |                  | Canadá (CAN)               | Cuba (CUB)           | 2                | 0                | 2                | 3                | 0 | 2 | 2         |           |           |           |           |           |           |  |  |       |                      |       |       |       |       |       |
|  |                  | Canadá (CAN)               |                      |                  |                  |                  | 3                | 0 | 2 | 2         |           |           |           |           |           |           |  |  |       |                      |       |       |       |       |       |
|  |                  | Cuba (CUB)                 | 1                    | 3                | 3                | 3                |                  |   |   |           |           |           |           |           |           |           |  |  |       |                      |       |       |       |       |       |

## Classificação final
| Pos.              | Equipe                   | Mesa-tenistas                                      |
| ----------------- | ------------------------ | -------------------------------------------------- |
| Medalha de ouro   | USA Estados Unidos       | Kanak Jha Nikhil Kumar Nicholas Tio                |
| Medalha de prata  | ARG Argentina            | Gaston Alto Horacio Cifuentes Pablo Tabachnik      |
| Medalha de bronze | BRA Brasil               | Hugo Calderano Gustavo Tsuboi Eric Jouti           |
| Medalha de bronze | CUB Cuba                 | Jorge Campos Livan Martínez Andy Pereira           |
| 5                 | CAN Canadá               | Jeremy Hazin Marko Medjugorac Eugene Wang          |
| 5                 | DOM República Dominicana | Samuel Galvez Emil Santos Jiaji Wu                 |
| 5                 | PAR Paraguai             | Marcelo Aguirre Santiago Osório Alejandro Toranzos |
| 5                 | PUR Porto Rico           | Brian Afanador Daniel González Ángel Naranjo       |
| 9                 | CHI Chile                | Gustavo Gómez Juan Lamadrid Manuel Moya            |
| 9                 | ECU Equador              | Alberto Miño Emiliano Riofrio Rodrigo Tapia        |
| 9                 | MEX México               | Miguel Lara Marcos Madrid Rodrigo Hidalgo          |
| 9                 | PER Peru                 | Bryan Blás Johan Chávez Rodrigo Hidalgo            |